# Reckumer Bach
Der Reckumer Bach ist ein Fließgewässer in der Gemeinde Winkelsett in der Samtgemeinde Harpstedt im Landkreis Oldenburg in Niedersachsen.
Der etwa 5 km lange Bach hat seine Quelle in Winkelsett, an der Grenze zur Gemeinde Colnrade. Er fließt in nördlicher Richtung, durch Reckum, dann in westlicher Richtung durch Heitzhausen und Rüdebusch und mündet unmittelbar danach in die Hunte.